# ميشال أوريستى
ميشال أوريستى (بالفرنسية: Michel Oreste)‏ (و. 1859 – 1918 م) هو سياسي من هايتي ولد في جاكميل.